# Aylacostoma osculati
Aylacostoma osculati е вид охлюв от семейство Thiaridae.

## Разпространение
Видът е разпространен в Колумбия.